# Lille pianos festival
Lille Piano(s) Festival est un festival de pianos né en 2004 à l’initiative de Jean-Claude Casadesus lors de Lille 2004 et organisé chaque année par l’orchestre national de Lille.

## Histoire
Lille Piano(s) Festival a été créé en 2004, à l’occasion de Lille 2004 Capitale européenne de la culture, sous l’impulsion de Jean-Claude Casadesus, qui en est depuis l'origine le directeur artistique. 
Ce festival consacré au piano sous toutes ses formes a lieu chaque année en juin, durant 3 jours. 
En 2013, le département du Nord sauve l’évènement en difficulté financière, en devenant le principal partenaire. Le festival s’exporte alors hors de Lille, au sein de la Métropole européenne de Lille, puis dans le département du Nord. 
Le Lille Piano(s) Festival est actuellement financé par le Conseil départemental du Nord, la Région des Hauts-de-France, l’État, la Métropole européenne de Lille et la ville de Lille, ainsi que par la Fondation BNP Paribas.

## Programmation
La diversité est un attrait de ce festival :        
- forme du concert – concertos, musique de chambre, récitals[9] ;
- genre de spectacle – classique, jazz, cinéma, vidéo, tango, littérature[7] ;
- diversité des lieux – Le Nouveau Siècle, Conservatoire à rayonnement régional de Lille, Gare de Lille-Saint-Sauveur et Villa Marguerite-Yourcenar, Abbaye de Vaucelles[8] ;
- la programmation d'artistes confirmés et de jeunes talents – Boris Berezovsky, Wilhem Latchoumia, Marie Vermeulin, Boris Giltburg, Lukáš Vondráček, Teo Gheorghiu, Thomas Enhco[9].

## Fréquentation
Depuis sa création en 2004, le festival a attiré 200 000 spectateurs.
- 2004 : 30 000 entrées[11].
- 2011 : 16 000 entrées[12].
- 2014 : 15 000 entrées[13].
- 2017 : 16 000 entrées[4].